# 마츠우라 아야
마츠우라 아야(일본어: 松浦亜弥, 1986년 6월 25일~)는 효고현 히메지시 출신인 일본의 여자 아이돌이다. 애칭은 아야야(일본어: あやや).

## 약력
2000년, "제4회 모닝구무스메 & 헤이케 미치요의 여동생 오디션"에 합격하여, 2001년에 싱글 "ドッキドキ! LOVEメール"(두근두근! LOVE 메일)로 데뷔했다. 대표곡은 "LOVE涙色"(LOVE 눈물색), "♥桃色片想い♥"(분홍색 짝사랑), "Yeah! めっちゃホリディ"(Yeah! 아주 할리데이), "ねーえ?"(응?) 등이다. 2002년에는 미소라 히바리가 생전에 적은 "草原の人"(초원의 사람)를 노래했다. 2009년 3월 31일, 헬로! 프로젝트를 졸업했다.
2013년 8월, 오랜 기간 교제해 온 댄스 그룹 w-inds.의 멤버 타치바나 케이타와 결혼을 발표하였다. 가수 보아와는 절친한 사이이다.
2014년 12월, 첫 아이 장녀 출산.
2017년 9월 15일, 소속사 업프런트 크리에이트와의 전속 매니지먼트 계약을 종료하고, 남편 타치바나의 개인 소속사에 이적.
2018년 7월, 둘째 아이 출산.
2020년 12월, 셋째 아이 출산.
2022년 4월, 네슬레 일본 "네스카페 엑세라"의 TV 광고에서 11년 반만에 출연해, 오리지널 CM송에서 목소리를 피로.

## 가수 활동

### 싱글
|     | 타이틀                  | 의미                       | 발매일           |
| 1.  | ドッキドキ! LOVEメール  | 두근두근! LOVE 메일        | 2001년 4월 11일  |
| 2.  | トロピカ～ル 恋して～る | 트로피컬, 사랑하고 있어    | 2001년 6월 13일  |
| 3.  | LOVE涙色                | LOVE 눈물색                | 2001년 9월 5일   |
| 4.  | 100回のKISS             | 100 번의 KISS              | 2001년 11월 28일 |
| 5.  | ♥桃色片想い♥            | 분홍색 짝사랑              | 2002년 2월 6일   |
| 6.  | Yeah! めっちゃホリディ  | Yeah! 아주 할리데이        | 2002년 5월 29일  |
| 7.  | The 美学                | The 미학                   | 2002년 9월 19일  |
| 8.  | 草原の人                | 초원의 사람                | 2002년 12월 11일 |
| 9.  | ねーえ?                 | 으~응?                     | 2003년 3월 12일  |
| 10. | GOOD BYE 夏男           | GOOD BYE 여름 사내         | 2003년 6월 4일   |
| 11. | THE LAST NIGHT          |                            | 2003년 9월 26일  |
| 12. | 奇跡の香りダンス。      | 기적의 향기 댄스.          | 2004년 1월 28일  |
| 13. | 風信子（ヒヤシンス）    | 히아신스                   | 2004년 3월 10일  |
| 14. | YOUR SONG ～青春宣誓～  | YOUR SONG ~청춘 선서~      | 2004년 7월 14일  |
| 15. | 渡良瀬橋                | 와타라세 다리              | 2004년 10월 20일 |
| 16. | ずっと 好きでいいですか | 계속 좋아해도 됩니까?      | 2005년 2월 23일  |
| 17. | 気がつけば あなた       | 알아채면 당신              | 2005년 9월 21일  |
| 18. | 砂を噛むように…NAMIDA   | 모래를 씹는 것처럼... 눈물 | 2006년 2월 1일   |
| 19. | 笑顔                    | 웃는 얼굴                  | 2007년 8월 29일  |
| 20. | きずな                  | 인연                       | 2008년 5월 21일  |
| 21. | チョコレート魂          | 초콜릿 영혼                | 2009년 2월 11일  |

### 앨범
|     | 타이틀                                       | 의미                                     | 발매일                                                    |
| 1.  | ファーストKISS                               | 퍼스트 KISS                              | 2002년 1월 1일 (2019년 5월 1일에 아날로그 LP반을 발매)    |
| 2.  | T・W・O                                      |                                          | 2003년 1월 29일                                           |
| 3.  | ミュージカル『草原の人』オリジナルキャスト盤 | 뮤지컬 『초원의 사람』 오리지널 캐스트반 | 2003년 3월 5일                                            |
| 4.  | ×3                                           | 트리플                                   | 2004년 1월 1일                                            |
| 5.  | 松浦亜弥ベスト1                              | 마츠우라 아야 베스트 1                   | 2005년 3월 24일                                           |
| 6.  | Naked Songs                                  |                                          | 2006년 11월 29일                                          |
| 7.  | ダブル レインボウ                            | 더블 레인보우                            | 2007년 10월 10일                                          |
| 8.  | 想いあふれて                                 | 추억이 흘러넘쳐                          | 2009년 1월 21일                                           |
| 9.  | Click you Link me                            |                                          | 2010년 11월 24일 (2011년 2월 23일에 아날로그 LP반을 발매) |
| 10. | 松浦亜弥 10TH ANNIVERSARY BEST               | 마츠우라 아야 10th 애니버서리 베스트     | 2011년 12월 21일                                          |

### 전달 악곡
|    | 타이틀     | 의미           | 발매일           |
| 1. | ふたり大阪 | 두 사람 오사카 | 2011년 3월 18일  |
| 2. | Addicted   | 애딕티드       | 2022년 11월 25일 |

### DVD/VHS (싱글)
|     | 타이틀                                       | 의미                                          | 발매일           |
| 1.  | 松浦亜弥シングルMクリップス ①                | 마츠우라 아야 싱글M 클립스 ①                  | 2002년 10월 9일  |
| 2.  | シングルV「草原の人」                        | 싱글V「초원의 사람」                          | 2002년 12월 11일 |
| 3.  | シングルV「ね～え?」                         | 싱글V「으~응?」                               | 2003년 3월 12일  |
| 4.  | シングルV「GOOD BYE 夏男」                   | 싱글V「GOOD BYE 여름 사내」                   | 2003년 6월 4일   |
| 5.  | シングルV「THE LAST NIGHT」                  | 싱글V「THE LAST NIGHT」                       | 2003년 9월 26일  |
| 6.  | シングルV「奇跡の香りダンス。」              | 싱글V「기적의 향기 댄스.」                    | 2004년 1월 28일  |
| 7.  | 松浦亜弥シングルVクリップス ②                | 마츠우라 아야 싱글V 클립스 ②                  | 2004년 4월 14일  |
| 8.  | シングルV「YOUR SONG ～青春宣誓～」          | 싱글V「YOUR SONG ~청춘 선서~」                | 2004년 7월 28일  |
| 9.  | シングルV「渡良瀬橋」                        | 싱글V「와타라세 다리」                        | 2004년 11월 10일 |
| 10. | シングルV「ずっと好きでいいですか」          | 싱글V「계속 좋아해도 됩니까?」                | 2005년 3월 2일   |
| 11. | シングルV「気がつけば あなた」               | 싱글V「알아채면 당신」                        | 2005년 9월 28일  |
| 12. | シングルV「砂を噛むように・・・NAMIDA」      | 싱글V「모래를 씹는 것처럼... 눈물」           | 2006년 2월 8일   |
| 13. | 砂を噛むように・・・NAMIDA～スタジオライブ～ | 모래를 씹는 것처럼... 눈물～스튜디오 라이브～ | 2006년 3월 29일  |
| 14. | シングルV「笑顔」                            | 싱글V「웃는 얼굴」                            | 2007년 9월 12일  |
| 15. | シングルV「きずな」                          | 싱글V「인연」                                 | 2008년 6월 4일   |
| 16. | シングルV「チョコレート魂」                  | 싱글V「초콜릿 영혼」                          | 2009년 2월 25일  |

### DVD/VHS/Blu-ray (콘서트)
|     | 타이틀                                                                                        | 의미                                                                                   | 발매일           |
| 1.  | 松浦亜弥ファーストコンサートツアー2002春 ～ファーストデート～ 2002.6.02 at 東京国際フォーラム | 마츠우라 아야 퍼스트 콘서트 투어 2002 봄 ～퍼스트 데이트～ 2002.6.02 at 도쿄 국제 포럼 | 2002년 8월 7일   |
| 2.  | 松浦亜弥コンサートツアー2002秋 ～Yeah! めっちゃライブ～ at 中野サンプラザ                     | 마츠우라 아야 콘서트 투어 2002 가을 ～Yeah! 굉장히 라이브～ at 나카노 썬 플라자        | 2003년 2월 19일  |
| 3.  | LOVE松浦亜弥コンサートツアー2003春 ～松リング PINK～                                          | 마츠우라 아야 콘서트 투어 2003 봄 ～마츠링 PINK～                                      | 2003년 9월 18일  |
| 4.  | 松浦亜弥コンサートツアー2003秋 ～あややヒットパレード!～                                      | 마츠우라 아야 콘서트 투어 2003 가을 ～무늬나 히트 퍼레이드!～                          | 2004년 2월 4일   |
| 5.  | 松浦亜弥コンサートツアー2004春 ～私と私とあなた～                                             | 마츠우라 아야 콘서트 투어 2004 봄 ～나와 나와 당신～                                   | 2004년 8월 11일  |
| 6.  | 松浦亜弥コンサートツアー2004秋 ～◇松クリスタル◇代々木スペシャル～                             | 마츠우라 아야 콘서트 투어 2004 가을 ～◇송크리스탈◇요요기 스페셜～                      | 2004년 12월 1일  |
| 7.  | The 松浦亜弥コンサートツアー2005春 ～101回目のKISS~HAND IN HAND~～                            | 마츠우라 아야 콘서트 투어 2005 봄 ～101번째의 KISS~HAND IN HAND~～                     | 2005년 7월 20일  |
| 8.  | ハロ☆プロパーティ～! 2005～松浦亜弥キャプテン公演～                                           | 하로☆프로 파티! 2005～마츠우라 아야 캡틴 공연～                                        | 2005년 12월 7일  |
| 9.  | 松浦亜弥コンサートツアー2006春 ～OTONA no NAMIDA～                                            | 마츠우라 아야 콘서트 투어 2006 봄 ～OTONA no NAMIDA～                                  | 2006년 9월 6일   |
| 10. | Live in 上海                                                                                  | Live in 상하이                                                                         | 2006년 10월 25일 |
| 11. | 松浦亜弥コンサートツアー2006秋 ～進化ノ季節・・・～                                           | 마츠우라 아야 콘서트 투어 2006 가을 ～진화노 계절···～                                 | 2007년 1월 17일  |
| 12. | 松浦亜弥コンサートツアー2007秋 ～ダブル レインボウ～                                          | 마츠우라 아야 콘서트 투어 2007 가을 ～더블 레인보우～                                  | 2008년 1월 23일  |
| 13. | 松浦亜弥コンサートツアー2008春 『AYA The Witch』                                              | 마츠우라 아야 콘서트 투어 2008 봄 『AYA The Witch』                                    | 2008년 9월 24일  |
| 14. | 松浦亜弥コンサートツアー2009秋 ～想いあふれて～                                               | 마츠우라 아야 콘서트 투어 2009 가을 ～추억이 흘러넘쳐～                                | 2009년 12월 23일 |
| 15. | 松浦亜弥 ラグジュアリー・クリスマス・ナイト 2013 at COTTON CLUB                               | 마츠우라 아야 럭셔리 크리스마스 나이트 2013 at COTTON CLUB                             | 2015년 2월 11일  |

### DVD/VHS (그 외)
|     | 타이틀                              | 의미                         | 발매일           |
| 1.  | 美・少女日記 Part1                  | 미·소녀 일기 Part1           | 2001년 4월 25일  |
| 2.  | 美・少女日記 Part2                  | 미·소녀 일기 Part2           | 2001년 6월 27일  |
| 3.  | LOVE美・少女日記 Part3              | 미·소녀 일기 Part3           | 2001년 9월 27일  |
| 4.  | 美・少女日記 Part4                  | 미·소녀 일기 Part4           | 2001년 12월 12일 |
| 5.  | 亜弥のDNA                           | 아야의 DNA                   | 2004년 8월 11일  |
| 6.  | 美・少女日記 I・II                  | 미·소녀 일기 I·II            | 2002년 12월 11일 |
| 7.  | The アロハロ！松浦亜弥DVD           | 아로하로! 마츠우라 아야 DVD  | 2003년 2월 26일  |
| 8.  | ミュージカル 草原の人               | 뮤지컬 초원의 사람           | 2003년 5월 21일  |
| 9.  | ミュージカル リアルオーディション!! | 뮤지컬 리얼 오디션!!         | 2004년 5월 12일  |
| 10. | アロハロ！2 松浦亜弥DVD             | 아로하로!2 마츠우라 아야 DVD | 2004년 7월 7일   |

## 배우 활동

### 드라마
| 타이틀                                           | 의미                                           | 방송년 (방송일)  |      |
| 最後の家族                                       | 최후의 가족                                    | 2001년           |      |
| 天使の歌声 ～小児病棟の奇跡～                    | 천사의 노랫소리 ~소아 병동의 기적~             | 2002년 8월 9일   | 주연 |
| 忠臣蔵 決断の時                                  | 충신장 결단할 때                               | 2003년 1월 1일   |      |
| ふたり                                           | 두 사람                                        | 2003년           |      |
| 生放送はとまらない!                              | 생방송은 멈추지 않아!                          | 2003년 10월 10일 |      |
| VICTORY! ～フットガールズの青春～                | VICTORY! ~프트 걸즈의 청춘~                    | 2003년 11월 22일 | 주연 |
| 愛情イッポン!                                    | 애정 한판!                                     | 2004년           | 주연 |
| あの日にかえりたい。 ～東京キャンティ物語～ 2004 | 그 날에 돌아가고 싶어. ~도쿄 캔티 이야기~ 2004 | 2004년 10월 10일 |      |
| The QUIZ SHOW                                    | 더 퀴즈쇼                                      | 2008년           | 조연 |

### 영화
| 타이틀                                                                      | 의미                                                           | 공개년 |
| --------------------------------------------------------------------------- | -------------------------------------------------------------- | ------ |
| 青の炎                                                                      | 푸른 불꽃                                                      | 2003년 |
| 劇場版とっとこハム太郎 はむはむぱらだいちゅ! ハム太郎とふしぎのオニの絵本塔 | 극장판 방가방가 햄토리 제4탄 하무타로와 이상한 오니의 그림책탑 | 2004년 |
| スケバン刑事 コードネーム=麻宮サキ                                          | 스케반형사 코드네임=아마미야 사키                              | 2006년 |

### 뮤지컬
| 타이틀                                              | 의미                                         | 상연년 |
| --------------------------------------------------- | -------------------------------------------- | ------ |
| 草原の人                                            | 초원의 사람                                  | 2003년 |
| リアルオーディション                                | 리얼 오디션                                  | 2004년 |
| リボンの騎士ザ・ミュージカル                        | 리본의 기사 더·뮤지컬                        | 2006년 |
| 竹内まりやソングミュージカル 『本気でオンリーユー』 | 타케우치 마리야 송 뮤지컬『진심으로 온리유』 | 2008년 |

## 관련 보기
- 헬로! 프로젝트
- M-line club
- 메론키넨비 - 신팬클럽명 메론키넨부 (2010년 6월에 운영 종료)